# Delanne 60-E.1
Dimensions
Le Delanne 60 E-1 est un planeur conçu en France durant l’Entre-deux-guerres par l’ingénieur Raymond Jarlaud. Un seul exemplaire sera construit.